# Habilidades do século 21

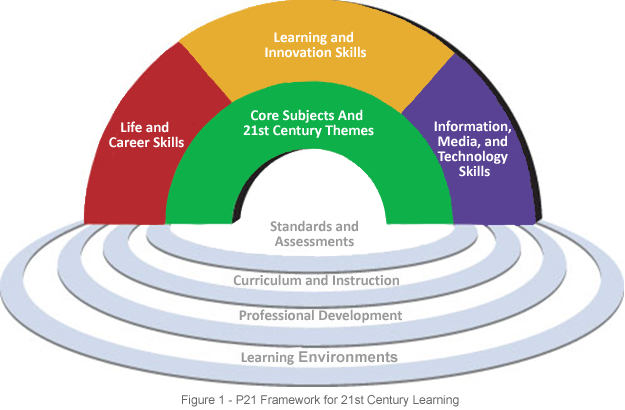
Esquema com a estrutura para aprendizados do século 21

As habilidades do século 21 são um conjunto de competências, habilidades e disposições de aprendizagem que foram identificadas como necessárias para o sucesso na sociedade e nos locais de trabalho do século 21, para educadores, líderes empresariais, acadêmicos e, agências governamentais, parte de um movimento internacional crescente com foco nas habilidades necessárias para os alunos dominarem na preparação para o sucesso em uma sociedade digital (da era da informação) em rápida mudança, onde o mercado de trabalho passa por um avanço de digitalização principalmente devido a Inteligência Artificial. Muitas dessas habilidades também estão associadas ao domínio de habilidades como raciocínio analítico, resolução de problemas complexos e, trabalho em equipe (soft-skills). Ao contrário das habilidades acadêmicas tradicionais, pois não são baseadas principalmente em conhecimento de conteúdo.
Durante as últimas décadas do século 20 e ao longo do século 21, a sociedade passou por um ritmo acelerado de mudança na economia e na tecnologia . Seus efeitos no local de trabalho e, portanto, nas demandas do sistema educacional que preparam os alunos para o mercado de trabalho foram significativos de várias maneiras. No início dos anos 80, governo, professores e os principais empregadores emitiram uma série de relatórios identificando as principais habilidades e estratégias de implementação para orientar os alunos e trabalhadores no sentido de atender às demandas do local de trabalho e da sociedade em mudança.
Assim, a força de trabalho passou a ser significativamente mais propensa a mudar de área de carreira ou emprego. A geração Baby Boom entraram no mercado de trabalho com o objetivo de estabilidade; as gerações subsequentes estariam mais preocupadas em encontrar felicidade e do que com a realização em suas vidas profissionais. Os jovens trabalhadores nos Estados Unidos passariam a mudar de emprego a uma taxa muito maior do que anteriormente, até uma vez a cada, em uma média de 4,4 anos . Com essa mobilidade profissional, surge uma demanda por diferentes habilidades, aquelas que permitem que as pessoas sejam flexíveis e adaptáveis em diferentes funções ou em diferentes campos de carreira.
As economias ocidentais se transformaram de baseadas na indústria para baseadas para economias centradas em serviços, comércios e vocações têm papéis menores. No entanto, hard skills específicas e domínio de determinados conjuntos de habilidades, com foco na alfabetização digital, estão em alta demanda. As habilidades pessoais que envolvem interação, colaboração e gerenciamento de outras pessoas são cada vez mais importantes. Habilidades que permitem que as pessoas sejam flexíveis e adaptáveis em diferentes funções ou em diferentes campos, aquelas que envolvem o processamento de informações e o gerenciamento de pessoas mais do que a manipulação de equipamentos – em um escritório ou em uma fábrica – estão em maior demanda. Elas também são chamadas de "habilidades aplicadas" ou " habilidades interpessoais", incluindo habilidades pessoais, interpessoais ou baseadas no aprendizado, como habilidades para a vida (comportamentos de resolução de problemas), habilidades pessoais e habilidades sociais . As habilidades foram agrupadas em três áreas principais: 
- Competências de aprendizagem e inovação: pensamento crítico e resolução de problemas, comunicação e colaboração, criatividade e inovação
- Habilidades de alfabetização digital: alfabetização informacional, alfabetização midiática, alfabetização em tecnologias de informação e comunicação (TIC).
- Habilidades de carreira e vida: flexibilidade e adaptabilidade, iniciativa e autodireção, interação social e intercultural, produtividade e responsabilidade

## História
Desde o início dos anos 80, uma variedade de entidades governamentais, acadêmicas, sem fins lucrativos e corporativas tem conduzido pesquisas consideráveis para identificar as principais habilidades e competências pessoais e acadêmicas que eles determinaram serem necessárias para a geração atual e a próxima. A identificação e implementação das habilidades do século 21 na educação e nos locais de trabalho começou nos Estados Unidos, mas se estendeu ao Canadá, Reino Unido, Nova Zelândia, e através de organizações nacionais e internacionais como a Cooperação Econômica Ásia-Pacífico (APEC) e Organização para a Cooperação e Desenvolvimento Econômico (OECD).
O Secretário de Educação dos EUA criou a Comissão Nacional de Excelência em Educação para examinar a qualidade da educação nos Estados Unidos." A comissão emitiu seu relatório Uma Nação em Risco: por uma reforma educacional imperativa (A Nation at Risk: The Imperative for Educational Reform ) em 1983. Uma descoberta importante foi que "a reforma educacional deveria se concentrar no objetivo de criar uma Sociedade de Aprendizagem".
As recomendações do relatório incluíam conteúdo instrucional e habilidades:
Cinco novos fundamentos: inglês, matemática, ciência, estudos sociais, ciência da computação.
Outros assuntos do currículo: Desenvolver proficiência, rigor e habilidades em línguas estrangeiras, artes cênicas, artes plásticas, estudos vocacionais e a busca de educação de nível superior.
Competências e habilidades (consolidadas):
- entusiasmo para aprender
- Entendimento Profundo
- aplicação do aprendizado
- exame, investigação, pensamento crítico e raciocínio
- comunicação – escrever bem, ouvir de forma eficaz, discutir de forma inteligente, ser proficiente em uma língua estrangeira,
- cultural, social e ambiental - compreensão e implicações
- tecnologia – entenda o computador como um dispositivo de informação, computação e comunicação, e o mundo dos computadores, eletrônicos e tecnologias relacionadas.
- aprendizado diversificado em uma ampla gama - artes plásticas, artes cênicas e vocacional[25]

Até o início do século 21, os sistemas educacionais em todo o mundo se concentravam em preparar seus alunos para acumular conteúdo e conhecimento. Como resultado, as escolas se concentraram em fornecer habilidades de alfabetização e numeramento para seus alunos, pois essas habilidades eram percebidas como necessárias para adquirir conteúdo e conhecimento. Desenvolvimentos recentes em tecnologia e telecomunicações tornaram a informação e o conhecimento onipresentes e facilmente acessíveis no século XXI. Portanto, embora habilidades como alfabetização e numeramento ainda sejam relevantes e necessárias, elas não são mais suficientes. A fim de responder às mudanças tecnológicas, demográficas e socioeconômicas, os sistemas educacionais começaram a mudar para fornecer a seus alunos uma gama de habilidades que dependiam não apenas da cognição, mas também das interdependências das características cognitivas, sociais e emocionais.
Diversos esforçso foram conduzidos pela Comissão do Secretáriado do Trabalho dos Estados Unidos para a Obtenção de Habilidades Necessárias (SCANS), uma coalizão nacional chamada Parceria para Habilidades do Século 21 (P21), a Organização Internacional para Cooperação e Desenvolvimento Econômico, a Associação Americana de Faculdades e Universidades, pesquisadores do MIT e outras instituições de ensino superior e organizações privadas. Pesquisas adicionais descobriram que as principais habilidades exigidas pelas empresas da Fortune 500 dos Estados Unidos no ano 2000 mudaram da tradicional leitura, escrita e aritmética para trabalho em equipe, resolução de problemas e habilidades interpessoais.
Uma pesquisa do Conselho de Conferência de 2006 com cerca de 400 empregadores revelou que as habilidades mais importantes para os novos ingressantes na força de trabalho incluíam comunicação oral e escrita e pensamento crítico/resolução de problemas, à frente de conhecimentos e habilidades básicas, como compreensão de leitura e matemática. Embora os '3R' ainda fossem considerados fundamentais para as habilidades dos recém-chegados à força de trabalho, os empregadores enfatizavam que habilidades aplicadas, como colaboração/trabalho em equipe e pensamento crítico, eram 'muito importantes' para o sucesso no trabalho."
Um relatório de 2006 feito por pesquisadores do MIT contestou a sugestão de que os alunos adquirem habilidades e competências críticas de forma independente interagindo com a cultura popular, observando três tendências contínuas que sugerem a necessidade de políticas e intervenções pedagógicas: "
- A lacuna de participação — o acesso desigual às oportunidades, experiências, habilidades e conhecimentos que prepararão os jovens para uma participação plena no mundo de amanhã.
- O Problema da Transparência — Os desafios que os jovens enfrentam para aprender a ver claramente as formas como a mídia molda as percepções do mundo.
- O Desafio da Ética – A quebra das formas tradicionais de treinamento profissional e socialização que podem preparar os jovens para seus papéis cada vez mais públicos como criadores de mídia e participantes da comunidade”.[30]

## As habilidades
As habilidades e competências geralmente consideradas "habilidades do século 21" são variadas, mas compartilham alguns temas comuns. Eles são baseados na premissa de que o aprendizado eficaz, ou aprendizado mais profundo, é um conjunto de resultados educacionais do aluno, incluindo a aquisição de conteúdo acadêmico básico robusto, habilidades de pensamento de ordem superior e disposições de aprendizado. Essa pedagogia envolve criar, trabalhar com outras pessoas, analisar, apresentar e compartilhar tanto a experiência de aprendizado quanto o conhecimento ou sabedoria aprendidos, inclusive para colegas e mentores, bem como para professores. Isso contrasta com a metodologia de aprendizado mais tradicional, que envolve aprender de cor e regurgitar informações/conhecimentos de volta ao professor para uma nota. As habilidades são voltadas para estudantes e trabalhadores para promover o engajamento; buscar, forjar e facilitar conexões com conhecimento, ideias, colegas, instrutores e públicos mais amplos; criação/produção; e apresentação/publicação. A classificação ou agrupamento foi realizado para encorajar e promover pedagogias que facilitam o aprendizado mais profundo por meio de instrução tradicional, bem como aprendizado ativo, aprendizado baseado em projetos, aprendizado baseado em problemas e outros. Uma pesquisa de 2012 realizada pela American Management Association (AMA) identificou três principais habilidades necessárias para seus funcionários: pensamento crítico, comunicação e colaboração.
Algumas das listas mais identificáveis de habilidades do século 21 são:

### Padrões Básicos Comuns
Os Padrões Básicos Comuns emitidos em 2010 destinavam-se a apoiar a "aplicação do conhecimento por meio de habilidades de pensamento de ordem superior". Os objetivos declarados da iniciativa são promover as habilidades e os conceitos necessários para a preparação para a faculdade e para a carreira em várias disciplinas e para a vida na economia global. Habilidades identificadas para o sucesso nas áreas de alfabetização e matemática: 
- raciocínio convincente
- coleta de evidências
- pensamento crítico, resolução de problemas, pensamento analítico
- comunicação

### Comissão do Secretariado para Alcançar as Habilidades Necessárias (SCANS)
Após o lançamento de A Nation at Risk, o Secretário do Trabalho dos EUA nomeou a Comissão do Secretariado para Alcançar as Habilidades Necessárias (SCANS) para determinar as habilidades necessárias para que os jovens tenham sucesso no local de trabalho para promover uma economia de alto desempenho. O SCANS se concentrou no que eles chamavam de sistema de "aprender a viver". Em 1991, eles publicaram seu relatório inicial, What Work Requires of Schools . O relatório concluiu que um local de trabalho de alto desempenho requer trabalhadores que tenham habilidades fundamentais fundamentais: habilidades e conhecimentos básicos, habilidades de pensamento para aplicar esse conhecimento, habilidades pessoais para gerenciar e executar; e cinco competências chave no local de trabalho.

#### Habilidades Fundamentais
- Habilidades básicas: lê, escreve, realiza operações aritméticas e matemáticas, escuta e fala.
- Habilidades de pensamento: pensa criativamente, toma decisões, resolve problemas, visualiza, sabe como aprender e raciocinar
- Qualidades Pessoais: demonstra responsabilidade, autoestima, sociabilidade, autogestão, integridade e honestidade

#### Competências no local de trabalho
- Recursos: identifica, organiza, planeja e aloca recursos
- Interpessoal: trabalha com os outros (participa como membro de uma equipe, ensina aos outros novas habilidades, atende clientes/clientes, exerce liderança, negocia, trabalha com diversidade )
- Informação: adquire e usa informação (adquire e avalia, organiza e mantém, e interpreta e comunica informação; usa computadores para processar informação )
- Sistemas: compreende inter-relações complexas (entende sistemas, monitora e corrige o desempenho, melhora ou projeta sistemas)
- Tecnologia: trabalha com uma variedade de tecnologias (seleciona tecnologia, aplica tecnologia à tarefa, mantém e soluciona problemas de equipamentos)

### Parceria para Habilidades do Século 21 (P21)
Em 2002, a Parceria para Habilidades do Século 21 (Partnership for 21st Century Skills ou P21 ) foi fundada como uma organização sem fins lucrativos por uma coalizão que incluía membros da comunidade empresarial nacional, líderes educacionais e formuladores de políticas: a National Education Association (NEA), Departamento de Educação dos Estados Unidos, AOL Time Warner Foundation, Apple Computer, Inc., Cable in the Classroom, Cisco Systems, Inc., Dell Computer Corporation, Microsoft Corporation, SAP, Ken Kay (presidente e co-fundador) e Dins Golder-Dardis. Para promover uma conversa nacional sobre "a importância das habilidades do século 21 para todos os alunos" e "posicionar a prontidão do século 21 no centro da educação K-12 dos EUA", P21 identificou seis habilidades principais: 
- Assuntos principais.
- conteúdo do século 21.
- Habilidades de aprendizagem e pensamento.
- Alfabetização em tecnologias de informação e comunicação (TIC).
- Habilidade de vida.
- avaliações do século 21.

As habilidades 7C foram identificadas pelos membros sênior do P21 no P21, Bernie Trilling e Charles Fadel: 
- Pensamento crítico e resolução de problemas
- Criatividade e inovação
- Compreensão intercultural
- Comunicação, informação e alfabetização midiática
- Alfabetização em Computação e TIC
- Autossuficiência na carreira e no aprendizado

### Os quatro Cs
A organização P21 também realizou pesquisas que identificaram competências e habilidades de aprendizagem mais profundas que chamaram de Quatro Cs da aprendizagem do século 21:
O site Project New Literacies da University of Southern California lista quatro diferentes habilidades começadas com a letra "C": 
- Criar
- Circular
- Conectar
- Colaborar

### Cultura participativa e alfabetização de novas mídias
Pesquisadores do MIT, liderados pelo teórico da comunicação Henry Jenkins, Diretor do Programa de Estudos de Mídia Comparada, publicaram em 2006 um artigo chamado "Confrontando os Desafios de uma Cultura Participativa: Educação de Mídia para o Século 21", que examinou a mídia digital e a aprendizagem. Para lidar com essa divisão digital, eles recomendaram um esforço para desenvolver as competências culturais e habilidades sociais necessárias para participar plenamente da sociedade moderna, em vez de simplesmente defender a instalação de computadores em cada sala de aula.O que eles chamam de cultura participativa desloca esse letramento do nível individual para uma conexão e envolvimento mais amplos, com a premissa de que o trabalho em rede e a colaboração desenvolvem habilidades sociais vitais para novos letramentos. Estes, por sua vez, se baseiam nas habilidades básicas tradicionais e no conhecimento ensinado na escola: habilidades tradicionais de alfabetização, pesquisa, técnica e análise crítica.
A cultura participativa é definida por este estudo como tendo: baixas barreiras à expressão artística e engajamento cívico, forte apoio para criar e compartilhar as próprias criações, orientação informal, crença de que as próprias contribuições dos membros são importantes e conexão social (preocupar-se com o que as outras pessoas pensam sobre seus criações). Formas de cultura participativa incluem: 
- Afiliações — associações, formais e informais, em comunidades online centradas em várias formas de mídia, como quadros de mensagens, metajogos, clãs de jogos e outras mídias sociais).
- Expressões — produzindo novas formas criativas, como amostragem digital, skinning e modding, fan videomaking, fan fiction, zines, mash-ups .
- Resolução colaborativa de problemas — trabalhando juntos em equipes, formais e informais, para concluir tarefas e desenvolver novos conhecimentos (como por meio da Wikipedia, jogos de realidade alternativa, spoilers).
- Circulações — moldando o fluxo de mídia (como podcasts, blogs ) .

As habilidades identificadas foram: 
- Toque
- Simulação
- Apropriação
- Multitarefa
- Cognição Distribuída
- Inteligência coletiva
- Julgamento
- Navegação Transmídia
- rede
- Negociação

Em 2005, um estudo descobriu que mais da metade de todos os adolescentes criaram conteúdo de mídia e cerca de um terço dos adolescentes que usam a Internet compartilharam o conteúdo que produziram, indicando um alto grau de envolvimento em culturas participativas. Tais alfabetizações digitais enfatizam as atividades intelectuais de uma pessoa que trabalha com sofisticada tecnologia de informação e comunicação, não na proficiência com a ferramenta.

## Implementação
Diversas agências e organizações emitiram guias e recomendações para a implementação das habilidades do século 21 em uma variedade de ambientes e espaços de aprendizagem. Incluindo cinco áreas educacionais separadas: padrões, avaliação, desenvolvimento profissional, currículo e instrução e ambientes de aprendizado.
Os projetos de ambientes de aprendizagem e currículos foram impactados pelas iniciativas e esforços para implementar e apoiar as habilidades do século 21 com uma mudança do modelo escolar de fábrica para uma variedade de modelos organizacionais diferentes. O aprendizado prático e o aprendizado baseado em projetos resultaram no desenvolvimento de programas e espaços como STEM e makerspaces . Ambientes de aprendizagem colaborativa promoveram flexibilidade no mobiliário e no layout das salas de aula, bem como espaços diferenciados, como pequenas salas de seminários próximas às salas de aula. A alfabetização e o acesso à tecnologia digital impactaram o design de móveis e componentes fixos, já que alunos e professores usam tablets, quadros interativos e projetores interativos. Os tamanhos das salas de aula cresceram para acomodar uma variedade de arranjos e agrupamentos de móveis, muitos dos quais são menos eficientes em termos de espaço do que as configurações tradicionais de mesas em fileiras.